# Mazingarbe
Mazingarbe (Nederlands: Mazengarve) is een gemeente in het Franse departement Pas-de-Calais (regio Hauts-de-France). De plaats maakt deel uit van het arrondissement Lens. Mazingarbe telde op 1 januari 2022 8.164 inwoners.
Mazingarbe ligt ten zuiden van Rijsel (35 km), 10 km ten zuiden van Béthune en 7 km ten noorden van Lens.

## Geografie
De oppervlakte van Mazingarbe bedroeg op 1 januari 2022 10,29 vierkante kilometer; de bevolkingsdichtheid was toen 793,4 inwoners per km².

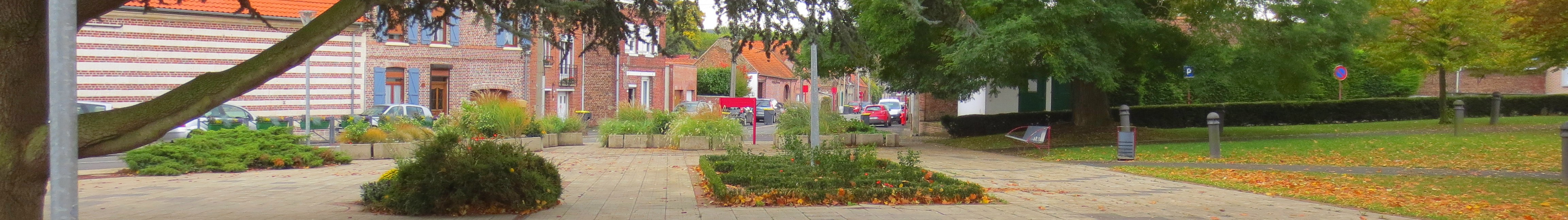
Panoramafoto van Mazingarbe

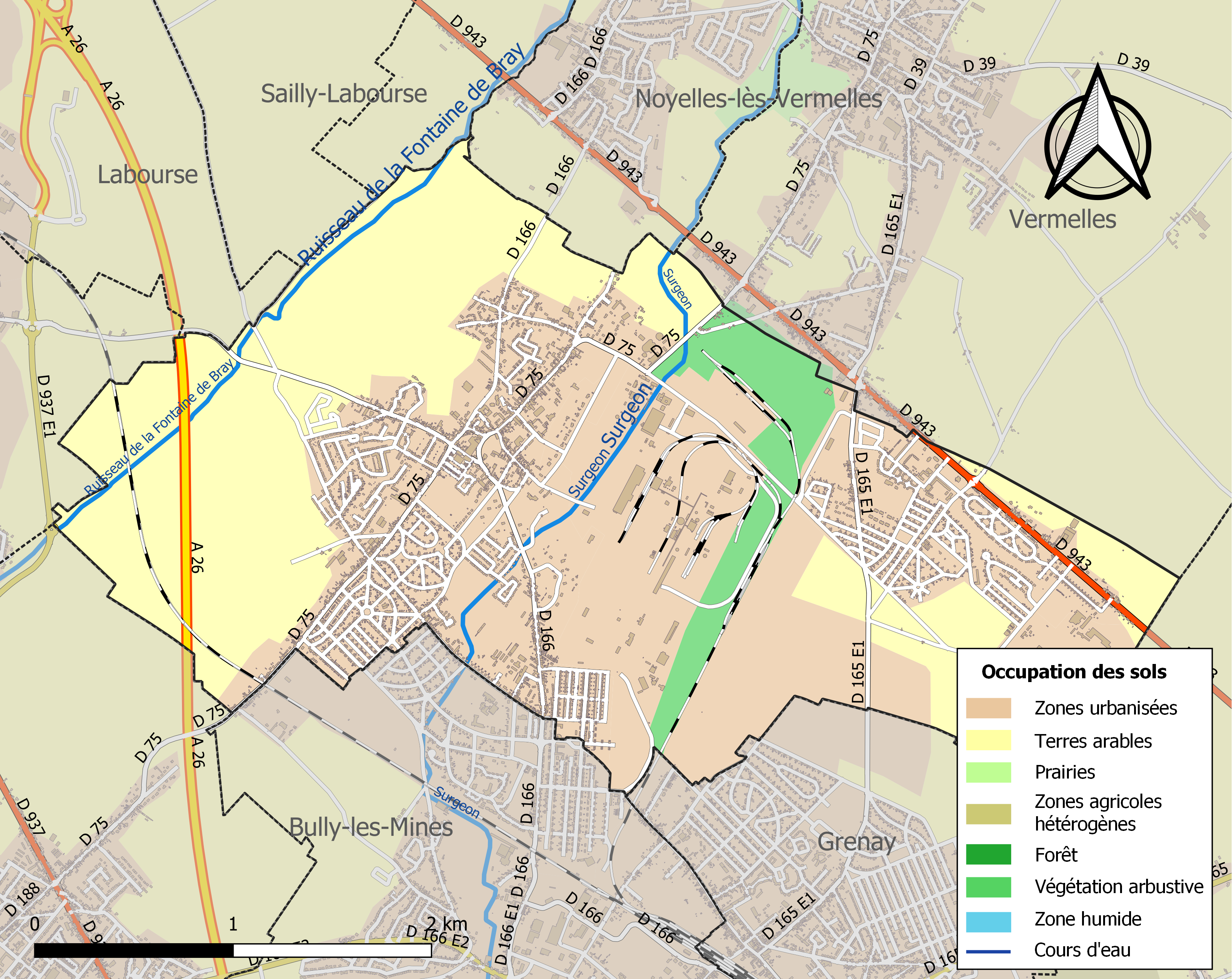
Kaart van de gemeente met belangrijkste infrastructuur, bodemgebruik en omliggende gemeenten

## Demografie
Onderstaande figuur toont het verloop van het inwonertal (bron: INSEE-tellingen).

## Afbeeldingen

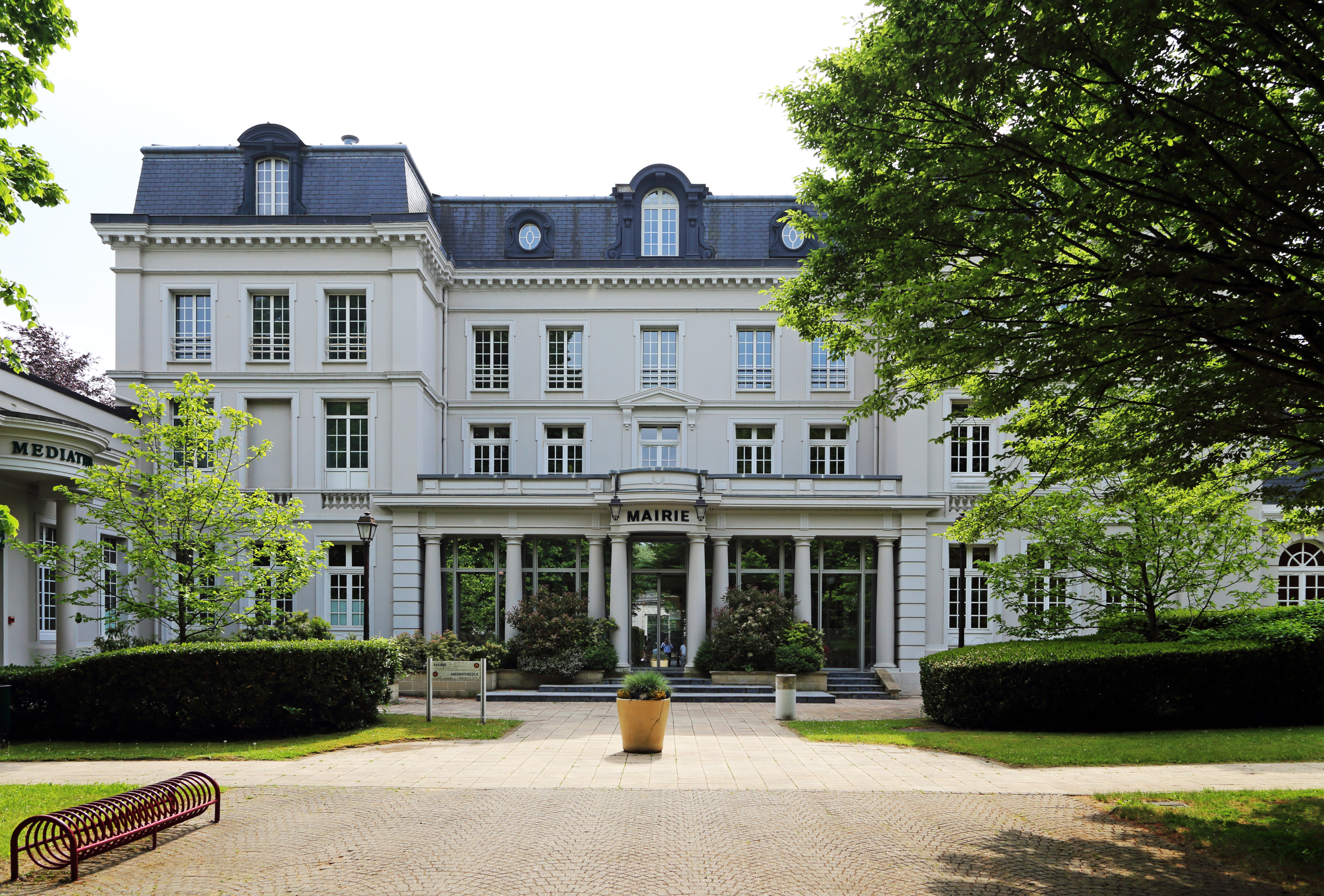
Het gemeentehuis van Mazingarbe is gevestigd in het voormalige Château Mercier
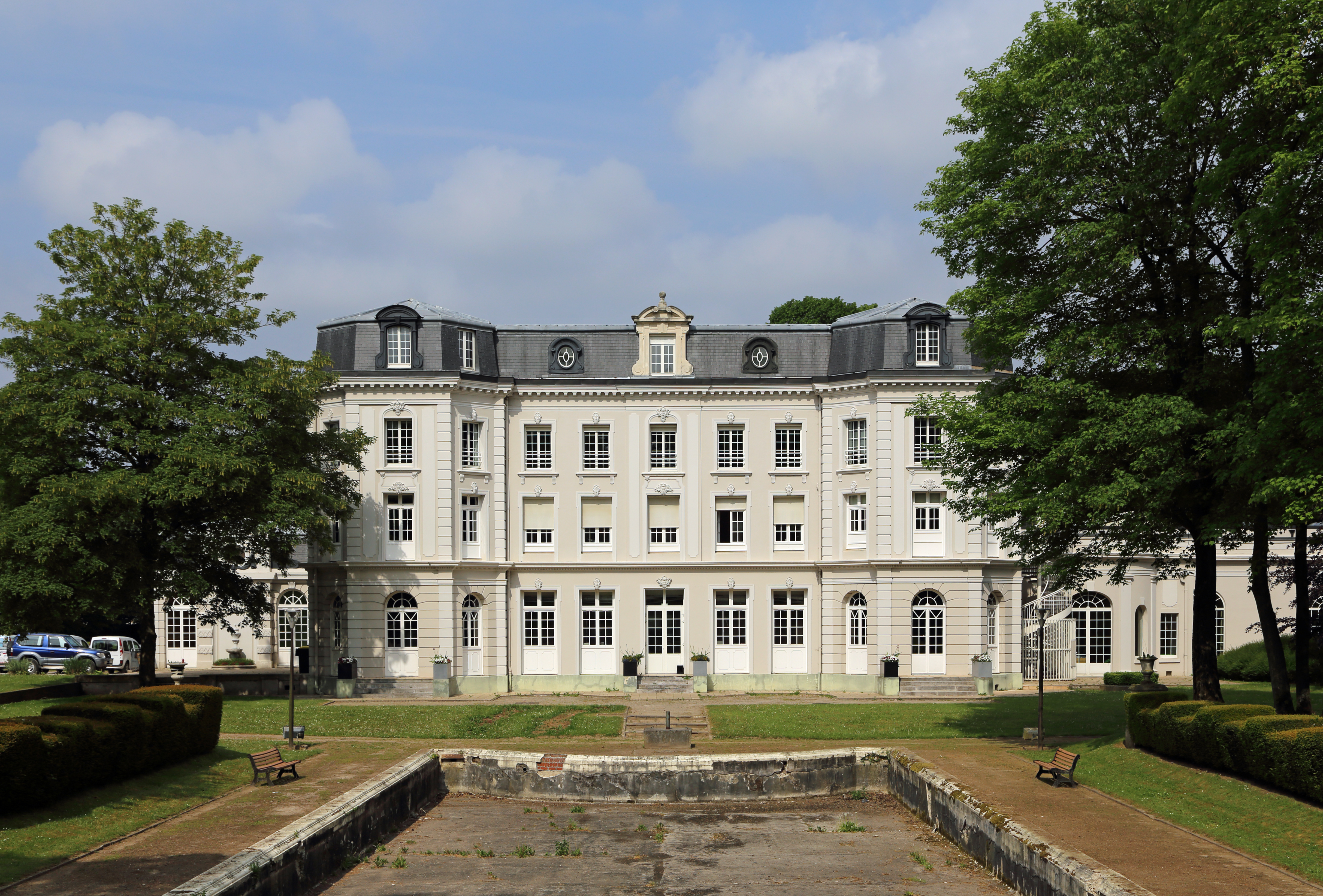
Het Château Mercier van de parkzijde gezien